# 杜屏
杜屏（1915年2月22日—2008年2月19日），曾用名杜本谦。湖南长沙县人。中华人民共和国政治人物。

## 生平
1936年，参加红军，同年加入中国共产党。抗日战争时期，历任新四军教导总队第七队队长，江南指挥部教导大队大队长，老二团参谋长，苏北指挥部第二纵队参谋长。皖南事变后，任新四军第一师二旅参谋长，苏中军区三分区参谋长。第二次国共内战时期，历任华中野战军第七纵队参谋长，第七纵队二十一旅副旅长，华东野战军第六纵队参谋长，第四纵队十二师副师长，十师师长。中华人民共和国成立后，担任第23军副军长。1952年，率部赴朝鲜参加朝鲜战争。回国后，入南京军事学院学习。1955年授大校军衔。1957年6月任总参谋部装备计划部副部长。1961年晋升少将军衔。1975年8月，任总参谋部装备部部长。1982年任总参装备部顾问。2008年2月19日，因病去世。